# Alvin y las ardillas (serie de televisión de 2015)
Alvin y las ardillas (  Alvinnn!!! and the Chipmunks en inglés y estilizado en español como ¡¡¡ALVINNN!!! y las Ardillas) es una serie animada franco-estadounidense protagonizada por Alvin y las ardillas y las arditas. Esta serie es la continuación de la serie original estrenada en 1961, The Alvin Show, con un paréntesis de 25 años tras la primera continuación (1983-1990). El tráiler de la serie fue lanzado en YouTube el 9 de febrero de 2014. La serie se estrenó el 30 de marzo de 2015 en M6 en Francia y el 3 de agosto de 2015 en Nickelodeon en los Estados Unidos.
En España, la serie se estrenó el 11 de mayo de 2015 en Nickelodeon y también fue adquirida por Neox, que la estrenó el 11 de agosto de 2015. En Latinoamérica se estrenó el 15 de junio de 2015 en Nickelodeon.

## Sinopsis
David Seville es un padre soltero quien está criando tres ardillas. Él puede enojarse fácilmente, lo que le hace decir "ALVINNN!!!". Se lleva a cabo en los tiempos modernos, y discute temas actuales como la tecnología y el acoso escolar.
- '"Principal Interest"'* Fue el primer Episodio.

## Personajes
- Alvin Seville: es una joven ardilla y el protagonista principal. Lleva una gorra y una camisa roja con un gran A,y unos jeans. Es muy emocional, instintivo, activo, amante de la diversión, y lleno de imaginación, aunque sea travieso, egoísta, arrogante, terco, de mal genio, y impulsivo, casi siempre actuando sin pensar y molestando a los demás de su alrededor. Es muy apasionado de sí mismo, le encanta ganar todo el tiempo y a menudo discute con su hermano Simon y Brittany. A pesar de todo, en el fondo ello es muy bueno, y un tipo desinteresado,  protector, cariñoso, y muy amable y se preocupa mucho por su familia y amigos, y siempre hará lo correcto al final. Es muy bueno en deportes, skate y videogames, y también un galante y es popular con las chicas.
- Simon Seville: es otro joven ardilla, es el más inteligente del grupo y tiene lentes azul con una camisa y jeans. Es bastante maduro para su edad,  responsable, devotado, amable, honesto y con humor audaz, aunque en ocasiones puede ser malhumorado, altanero y molesto con Alvin. Es muy ingenioso y creativo, con un laboratorio escondido en el  sótano de su  casa y en varias otras partes. Discute mucho con Alvin y tiene una rivalidad entre hermanos, pero en el fondo los dos se aman independientemente y son mejores amigos. Está enamorado de Jeanette y siempre estará para ella, aunque sea muy tímido. Es el presidente de la clase y es el mejor estudiante de la clase.
- Theodore Seville: es el más pequeño de los hermanos ardillas, lleva una capucha verde. Es el más lindo, amable y adorable del grupo, y muy tímido, dulce, sensible y miedoso. Ama mucho su familia y hermanos y desea que ellos se lleva bien, pero a veces Alvin usa Theodore para todo tipo de cosas y a Simon no le gusta. Siendo el hermanito, a menudo está protegido por Alvin y Simon, y tiene la relacíon más dependiente con su padre David. Adora cocinar y comer, siendo muy gordito y adora especialmente -los dulces. De los hermanos, es el pegamento entre Alvin y Simon y reconciliarlos de nuevo tras sus disputas. Está enamorado de Eleanor, y se lleva muy bien con ella. Tiene miedo de payasos y lleva un osito de peluche.
- David "Dave" Seville: es un humano que tiene adoptados a los tres hermanos ardilla, tiene pelo negro y lleva una camisa azul. Es un compositor, empresario del grupo musical, y trata de tener éxito y apoyar su familia. Ama y es muy protector de sus niños, pero sabe cuándo ser severo, especialmente con Alvin, y cuando se enfada grita ¡¡¡Alvinnn!. Por supuesto, eso no significa que el no lo quiera mucho tanto como sus hermanos. Es una persona muy divertida y relajada, tiene la paciencia de uno santo, pero conoce los límites a su alrededor. Sin embargo, a veces, el puede bajarse a tu nivel y actuar como Alvin sí mismo, pero generalmente le perceberás e le compensarás. Tiene una novia llamada Julie.
- Brittany Miller: es la más hermosa de las hermanas ardilla, lleva rosa y una cola de caballo. Es muy estropeada, prepotente, vana, egoísta, competitiva y presumida, y le encanta competir y ganar, pero bajo de eso tiene un gran corazón y es una buena hermana, principalmente con Jeanette. Adora la moda y la belleza, y siempre quiere estar a cargo y siendo el centro de las atenciones, y ser la mejor de todas, pero nunca olvida que lo más importante son suas hermanas y siempre las guarda con cariño en su corazón. Ama a Alvin, y él la ama a  ella, pero no saben cómo demostrarlo y siempre están discutiendo, pretendiendo odiarse, aunque todos puedan verlo de verdad. Vive con sus dos hermanas en una casa del árbol.
- Jeanette Miller: es la más responsable de las hermanas ardilla, lleva púrpura, uno moño y lentes. Es la más tímida, pasiva, amable, tranquila y madura de las hermanas, pero también un poco torpe y a veces ingenua. Es tan inteligente como Simon y está enamorada de él, pero ellos son muy tímidos para confesarlo. Adora el ambiente y a los animales y siempre trata de protegerlas. También es apasionada de magia y suena en tener sua propia varita magica. Es muy buena hermana con Brittany, y están muy cerca. A diferencia de  Brittany, Jeanette sabe en claro que no es definida por su aspecto o estilo y nunca juzga las personas por su apariencia. Vive con sus dos hermanas en una casa del árbol.
- Eleanor Miller: es la deportista de las hermanas ardilla, lleva verde y coletas. Es dulce, amorosa, segura de sí, simpática y fuerte y siempre discute contra Brittany. Es femenina pero marimacho, le encanta los deportes y es muy buena en fútbol. También adora cocinar y comer, siendo gordita pero más saludable que Theodore. Está enamorada de Theodore y es muy buena amiga de él, con los dos no teniendo problemas y siendo los más abiertos con su relación. Una chica muy extrovertida que respeta y admira a Brittany como su hermana mayor, pero no es blanda con ella. En ocasiones, sin embargo, ella misma puede volverse descarada y competitiva si ella se deja llevar. Vive con sus dos hermanas en una casa del árbol.

## Personajes secundarios
- Julie: es la amiga de Dave. En algunas ocasiones sale con Dave y a veces la niñera de las ardillas.
- Sra. Smith: es la profesora de la escuela de las ardillas. Es muy estricta y ruda y siempre quiere que los demás hagan lo que ella dice. Cuando está fuera de la escuela hace actividades agradables como comprar frutas y alimentar a los pájaros. En un episodio fingió que era una agente secreta para dar una noticia para Simón que es su mejor estudiante.
- Sra. Croner: es la amable anciana vecina de Dave y las ardillas. Ella cultiva muchas flores como Rosales. Tiene uns pésima memoria que es aprovechada por las ardillas. Ella participó con su padre en la guerra de supermercados en el año 1972.
- La Directora: es la directora de la escuela de las ardillas. Ella es la que ve a los niños castigados especialmente a Alvin y Derek. Al inicio de la serie, Alvin se enamora de ella e intenta impresionarla, hasta que descubre que está casada.
- Kevin: es un niño de la escuela de Alvin. Tuvo una lucha en un videojuego con las ardillas. Después se hizo miembro de los maletas donde fue entrenado por Alvin. Más tarde le contó a Alvin sobre los roba-cuerpos e insinuaron que Brittany que era una.
- Vanessa: es una adolescente que tiene un loro llamado Berdi. Alvin está enamorado de ella.
- Jenny: es la compañera de Theodore en el concurso de cocina.
- Basil: es un niño que cuida Alvin y Brittany
- Misty: es una niña a la que Alvin regala su gorra. Es una buena cantante.
- Sra. Bigotes: es el gato de la Sra. Croner.
- Berdi: es el loro de Vannesa. Repite todo lo que se dice.
- Sibor: es un pajarito que encontraron las ardillas, del que Alvin se encariña. Al final pudo volver con su madre.
- Sra. Miller: es otra niñera de las ardillas, vecina de ellas y es la madre adoptiva de las ardillas. Ella odia las sorpresas.
- Logan: es el hijo de Julie. Solo ha aparecido en algunos episodios.
- Amber: es una chica de la escuela de Alvin. A veces es impresionada por Alvin.
- Annie: es una chica de la escuela de Alvin. Su amiga es Tracy.
- Tracy: es una chica de la escuela de Alvin. Su amiga es Annie.

## Antagonistas
Derek: Es un adolescente bravucón de la escuela de Alvin. En realidad es muy cobarde y le gusta hacer maldades.

## Elenco
- Ross Bagdasarian, Jr. como Dave, Alvin, y Simon
- Janice Karman como Theodore, Brittany, Jeanette, Sra. Smith, Basil, Kevin y la Sra Croner.
- Vanessa Chambers como Eleanor y algunas voces adicionales
- Michael Bagdasarian como el Profesor Perkins y algunas voces adicionales.

### Doblaje latino
| Personaje         | Actor de doblaje     | Doblaje - México (doblaje original)                  |
| ----------------- | -------------------- | ---------------------------------------------------- |
| Dave Seville      | Ross Bagdasarian Jr. | Ricardo Mendoza                                      |
| Alvin Seville     | Ross Bagdasarian Jr. | Óscar Flores                                         |
| Simon Seville     | Ross Bagdasarian Jr. | Germán Fabregat                                      |
| Theodore Seville  | Janice Karman        | José Antonio Macías                                  |
| Señorita Miller   | Janice Karman        | Norma Iturbe                                         |
| Señorita Croner   | Janice Karman        | Magda Giner                                          |
| Brittany          | Janice Karman        | Gaby Cárdenas                                        |
| Jeanette          | Janice Karman        | Yotzmit Ramírez                                      |
| Eleanor           | Vanessa Bagdasarian  | Dulce Guerrero Karla Falcón (algunos eps. - temp. 2) |
| Bocarter Humphrey | Michael Bagdasarian  | Luis Leonardo Suárez                                 |
| Cheesy            | Michael Bagdasarian  | José Ángel Torres Miguel Ángel Leal (un ep.)         |
| Floyd Dotson      | Michael Bagdasarian  | José Antonio Macías                                  |
| Derek             | Brian Chambers       | Alan Fernando Velázquez                              |
| Oficial Dangus    | Brian Chambers       | Moisés Iván Mora Manuel Campuzano (un ep.)           |
| Amber             | Vanessa Bagdasarian  | Leyla Rangel                                         |
| Annie             | Vanessa Bagdasarian  | Karla Falcón                                         |
| Señorita Smith    | Janice Karman        | Rommy Mendoza                                        |
| Kevin             | Janice Karman        | Miguel Ángel Ruiz                                    |
| Directora Meadows | Edwina Jones         | Cony Madera                                          |
| Julie             | Elizabeth Gómez      | Rosalba Sotelo                                       |
| Insertos          | N/A                  | Milton Wolch                                         |

Voces adicionales
- Miguel Ángel Ruiz
- Jaime Vega
- Karla Falcón
- Pascual Meza
- Annie Rojas
- Milton Wolch
- Gerardo Alonso
- José Luis Piedra
- Adriana Olmedo
- Andrea Arruti
- Cony Madera
- Alondra Hidalgo
- Magda Giner
- Raymundo Armijo
- Gaby Gris
- Saidé García

## Producción
La serie, titulado originalmente The Chipmunks and Chipettes, tiene 104 episodios de 11 minutos y se produce en animación CGI de alta definición,  con las apariciones de personajes que se asemejan las miradas iMunk. Ross Bagdasarian, Jr. y Janice Karman vuelven a expresar los personajes principales y cada episodio tiene una canción.
Los productores de la serie son Ross Bagdasarian, Jr., Janice Karman, Sandrine Nguyen, y Boris Hertzog de la empresa estadounidense Bagdasarian Productions y las empresas francesas OuiDo! Productions y Moonscoop. OuiDo! y Moonscoop hace la animación y storyboards y Bagdasarian se encarga de voces y la música. PGS Entertainment adquirió los derechos de los medios fuera de los Estados Unidos y Francia en agosto de 2013, y los derechos de licencias y comercialización en mayo de 2014. El 24 de febrero de 2014, Nickelodeon adquirido la serie para todos los países con la excepción de Brasil y los Estados Unidos. La serie fue puesta en venta en el evento Mipcom en octubre de 2013, y fue la segunda serie más vista en el evento. En diciembre de 2023, Bagdasarian declaró en una entrevista telefónica que la producción de la serie había finalizado el año anterior, lo que significa que las temporadas sexta y séptima fueron canceladas.

## Episodios
| Temporada | Temporada | Episodios | Francia                 | Francia                 | Estados Unidos        | Estados Unidos        | Latinoamérica            | Latinoamérica           | España                   | España                  |
| Temporada | Temporada | Episodios | Comienzo                | Final                   | Comienzo              | Final                 | Comienzo                 | Final                   | Comienzo                 | Final                   |
| --------- | --------- | --------- | ----------------------- | ----------------------- | --------------------- | --------------------- | ------------------------ | ----------------------- | ------------------------ | ----------------------- |
|           | 1         | 52        | 30 de marzo de 2015     | 13 de noviembre de 2015 | 3 de agosto de 2015   | 8 de marzo de 2016    | 15 de junio de 2015      | 16 de abril de 2016     | 11 de mayo de 2015       | 28 de marzo de 2016     |
|           | 2         | 52        | 16 de noviembre de 2015 | 3 de octubre de 2017    | 9 de marzo de 2016    | 3 de junio de 2017    | 30 de mayo de 2016       | 20 de octubre de 2017   | 20 de junio de 2016      | 19 de diciembre de 2017 |
|           | 3         | 52        | 6 de abril de 2018      | 1 de marzo de 2019      | 10 de junio de 2017   | 19 de junio de 2019   | 11 de septiembre de 2017 | 4 de mayo de 2019       | 2 de enero de 2018       | 20 de junio de 2019     |
|           | 4         | 51        | 26 de agosto de 2019    | 5 de abril de 2021      | 20 de junio de 2019   | 22 de febrero de 2021 | 22 de julio de 2019      | 20 de diciembre de 2020 | 17 de septiembre de 2019 | 24 de diciembre de 2020 |
|           | 5         | 52        | 23 de agosto de 2021    | 2 de diciembre de 2022  | 23 de febrero de 2021 | 4 de marzo de 2023    | 27 de agosto de 2021     | 13 de enero de 2023     | 7 de junio de 2021       | 20 de julio de 2023     |